# Эврич, Пол
Пол Эврич (Аврич; англ. Paul Avrich; 4 августа 1931 — 16 февраля 2006) — американский историк.

## Биография
Родился в еврейской семье, эмигрировавшей из Одессы. В 1952 году окончил Корнеллский университет, получив степень бакалавра. Служил в американских ВВС. В 1957 году продолжил образование в Колумбийском университете. В 1961 году впервые посетил Советский Союз как студент по обмену. В связи с написанием работы «The Russian Revolution and the Factory Commitees» он приступил к тщательному изучению Кронштадтского восстания и анархистского движения в России.
C 1962 года преподавал в Квинс-колледже (Queens College) в Нью-Йорке. Специализировался в области истории анархизма. Эврич пожертвовал свою коллекцию, включавшую почти 20000 американских и европейских анархистских изданий и рукописей, Библиотеке Конгресса.

## Труды
- Бакунин и Нечаев
- The Russian anarchists. Princeton University Press, 1967; re-edition 1978
  - Les Anarchistes russes; translated by Bernard Mocquot. Paris: Maspero, 1979;
  - Русские анархисты. 1905—1917. Центрполиграф. 2006.
- Kronstadt, 1921 Princeton: Princeton University Press, 1970
  - La Tragédie de Cronstadt, 1921; translated by Hervé Denès. Paris: Seuil, 1975;
  - Эврич П. Восстание в Кронштадте. 1921 = Kronstadt 1921 / пер. Л. А. Игоревский. — М.: Центрполиграф, 2007. — 240 с. — (Россия в переломный момент истории). — 3000 экз. — ISBN 978-5-9524-2744-0.
- Russian Rebels, 1600—1800 New York: Schocken Books, 1972.
- The Anarchists in the Russian Revolution New York: Cornell University Press, 1973 (Gli anarchici nella rivoluzione russa; translated by Michele Buzzi. Milano: La Salamandra, 1976).
- An American Anarchist: The Life of Voltairine de Cleyre 1978.
- The Modern School Movement: Anarchism and Education in the United States 1980
- The Haymarket Tragedy 1984
- Anarchist Portraits 1988
- Sacco and Vanzetti, The Anarchist Background 1991
- Anarchist Voices: An Oral History of Anarchism in America 1995